# Copitarsia margaritella
Copitarsia margaritella är en fjärilsart som beskrevs av Paul Dognin 1916. Copitarsia margaritella ingår i släktet Copitarsia och familjen nattflyn. Inga underarter finns listade i Catalogue of Life.